# Ekkehard Mai
Pour les articles homonymes, voir Mai (homonymie).
Werner Willi Ekkehard Mai (né le 26 janvier 1946 et mort le 31 juillet 2020) est un historien de l'art allemand spécialisé dans l'art du XIXe siècle.

## Biographie
Ekkehard Mai étudie l'histoire de l'art, l'allemand et la philosophie à Bonn et Berlin. En 1974, il obtient son doctorat sur le thème des portraits d'État et de la théorie de l'art à l'époque de Louis XIV à la Faculté de philosophie de l'Université de Bonn. Il travaille ensuite aux Musées d'État de Berlin, à l'Université technique de Darmstadt et comme critique d'art.
De 1983 jusqu'à sa retraite en janvier 2009, il est directeur adjoint du Musée Wallraf-Richartz et Fondation Corboud, Cologne. Avec Stephan Waetzoldt (de), il dirige le groupe de projet de la Fondation Fritz-Thyssen (de) pour l'art, la culture et la politique dans l'Empire allemand. Il occupe des postes d'enseignant à Cologne et publie de nombreuses publications sur l'histoire des académies d'art, des expositions et des musées, la peinture hollandaise et la peinture d'histoire en Europe, ainsi que sur l'art des XIXe et XXe siècles. Plus récemment, il est professeur honoraire d'histoire générale de l'art à l'Université de Cologne. Mai est considéré comme un expert reconnu de l'art du XIXe siècle, en particulier l'école de peinture de Düsseldorf.
May est enterrée dans une urne au cimetière central de Rösrath le 20 août 2020.

## Publications
- Medaillen und Plaketten. Bildhefte des Kunstmuseums Düsseldorf, 7, Kunstmuseum Düsseldorf, Düsseldorf, 1970
- Kunst, Kunstgeschichte und Soziologie. Dans: Das Kunstwerk, 1/1976, Kohlhammer Verlag, Stuttgart, 1976
- Die Düsseldorfer Malerschule und die Malerei des 19. Jahrhunderts. Dans: Wend von Kalnein (dir.): Die Düsseldorfer Malerschule. Verlag Philipp von Zabern, Mainz 1979,  (ISBN 3-8053-0409-9), p. 19 ff.
- avec Dietrich Bieber, Eduard von Gebhardt und Peter Janssen – Religiöse und Monumentalmalerei im späten 19. Jahrhundert. In: Wend von Kalnein: Die Düsseldorfer Malerschule. Verlag Philipp von Zabern, Mayence, 1979,  (ISBN 3-8053-0409-9), p. 165 ff.
- Technik, Maschinen, Automaten und der Freiraum der Kunst. Dans: Das Kunstwerk, 2/1980, Kohlhammer Verlag, Stuttgart, 1980
- Kunst im Widerspruch – Praxis der Avantgarde. Dans: Das Kunstwerk, 1/1983, Kohlhammer Verlag, Stuttgart, 1983
- avec Stephan Waetzoldt et Gerd Wolandt, Ideengeschichte und Kunstwissenschaft: Philosophie und bildende Kunst im Kaiserreich. Gebr. Mann Verlag, Berlin, 1983,  (ISBN 978-3-78611-338-6)
- Die Düsseldorfer Kunstakademie im 19. Jahrhundert – Cornelius, Schadow und die Folgen. Dans: Gerhard Kurz (dir.), Düsseldorf in der deutschen Geistesgeschichte. Schwann Verlag, Düsseldorf, 1984,  (ISBN 3-590-30244-5), p. 197 ff.
- Gesolei und Pressa: Zu Programm und Architektur rheinischen Ausstellungswesens in den zwanziger Jahren. Dans: Kurt Düwell (de), Wolfgang Köllmann (de) (dir.), Rheinland und Westfalen im Industriezeitalter. Volume 4, Wuppertal, 1985, p. 271 ff.
- avec Frank Günter Zehnder (de) et Rainer Budde: Wallraff-Richartz-Museum Köln. Von Stefan Lochner bis Paul Cézanne. Mondadori Electa, Mailand, 1986.
- Expositionen. Geschichte und Kritik des Ausstellungswesens. Deutscher Kunstverlag, Berlin, 1986,  (ISBN 978-3-42200-787-1)
- avec Anke Repp-Eckert, Triumph und Tod des Helden. Mondadori Electa, Museen der Stadt Köln, Mailand, 1988
- Historienmalerei in Europa. Paradigmen in Form, Funktion und Ideologie. Verlag Philipp von Zabern, Mayence, 1990
- avec Stephan Waetzoldt et Hugo Borger (de), ’45 und die Folgen. Kunstgeschichte eines Wiederbeginns. Böhlau Verlag, Cologne, 1992,  (ISBN 978-3-41202-291-4)
- avec David A. Levine: I Bamboccianti: Niederländische Malerrebellen im Rom des Barock – Ausstellungs-Katalog Köln/Utrecht 1991/1992, Mondadori Electa, Mailand, 1992,  (ISBN 978-8-84353-604-7)
- avec Karl Schütz et Hans Vlieghe: Die Malerei Antwerpens: Gattungen – Meister – Wirkungen. Verlag Locher, Cologne, 1994,  (ISBN 978-3-93005-418-3)
- avec Sibylle Ebert-Schifferer et Paul Beusen: L’art Gourmand. Stilleben für Auge, Kochkunst und Gourmets von Aertsen bis Van Gogh. Verlag Snoeck-Ducaju & Zoon, Gand, 1996,  (ISBN 978-9-05349-230-7)
- avec Joachim Rees (de), Kunstform Capriccio: Von der Groteske zur Spieltheorie der Moderne. Verlag Walther König, Cologne, 1997,  (ISBN 978-3-88375-291-4)
- Das Capriccio als Kunstprinzip. Ernst Wasmuth Verlag, Tübingen/Berlin, 1997,  (ISBN 978-8-88118-144-5)
- Faszination Venus. Bilder einer Göttin von Cranach bis Cabanel. Verlag Snoeck-Ducaju & Zoon, Gand, 2000
- avec Winfried Nerdinger (de), Wilhelm Kreis. Architekt zwischen Kaiserreich und Demokratie 1873–1955. Verlag Klinkhardt und Biermann, Munich, 2000,  (ISBN 978-3-78140-349-9).
- Die Zukunft der Alten Meister. Böhlau Verlag, Cologne, 2001,  (ISBN 978-3-41209-401-0)
- Hermann Freihold Plüddemann. Böhlau Verlag, Cologne, 2004,  (ISBN 978-3-41206-204-0)
- Feuerbach und Paris. Deutscher Kunstverlag, Berlin, 2005,  (ISBN 978-3-42206-527-7)
- Holland nach Rembrandt: Zur niederländischen Kunst zwischen 1670 und 1750. Böhlau Verlag, Cologne, 2006
- Die deutschen Kunstakademien im 19. Jahrhundert. Künstlerausbildung zwischen Tradition und Avantgarde, Böhlau Verlag, Cologne, 2010,  (ISBN 978-3-412-20498-3)
- Landschaften von Andreas Achenbach bis Fritz von Wille. Ideal und Wirklichkeit. Michael Imhof Verlag, Petersberg, 2011,  (ISBN 978-3-86568-675-6)
- Winterbilder der Düsseldorfer Malerschule. Michael Imhof Verlag, Petersberg, 2012,  (ISBN 978-3-86568-852-1)
- Lebensbilder. Die Genremalerei der Düsseldorfer Malerschule. Michael Imhof Verlag, Petersberg 2012,  (ISBN 978-3-86568-756-2)
- avec Peter Springer: Das letzte Nationaldenkmal: Bismarck am Rhein: Ein Monument, das nie gebaut wurde. Böhlau Verlag, Cologne, 2013,  (ISBN 978-3-41222-173-7)
- Blick auf die Sammlung: Düsseldorfer Malerschule in der Dr. Axe-Stiftung. Michael Imhof Verlag, Petersberg, 2013,  (ISBN 978-3-86568-919-1)
- Mensch und Meer: Düsseldorfer Malerschule in der Dr. Axe-Stiftung. Michael Imhof Verlag, Petersberg, 2014,  (ISBN 978-3-73190-075-7)
- Carl Gehrts (1853–1898) und die Düsseldorfer Malerschule. Michael Imhof Verlag, Petersberg, 2015,  (ISBN 978-3-73190-154-9)
- Anselm Feuerbach (1829–1880). Ein Jahrhundertleben. Böhlau Verlag, 2017,  (ISBN 978-3-412-50580-6)